# 上弗洛雷斯塔
上弗洛雷斯塔是巴西马托格罗索州的一个市镇。总面积8947.069平方公里，总人口49116人，人口密度5.5人/平方公里。